# Dynamit in grüner Seide
Dynamit in grüner Seide ist ein deutsch-italienischer Kriminalfilm, der im Herbst 1967 unter der Regie von Harald Reinl in West-Berlin, in Jugoslawien sowie in den Vereinigten Staaten gedreht wurde. Es handelt sich um den sechsten Teil der Jerry-Cotton-Filmreihe des Constantin-Filmverleihs aus den 1960er Jahren. Die Uraufführung des Films fand am 29. Februar 1968 im Passage-Kino in Saarbrücken statt.

## Handlung
Eine skrupellose Gangsterbande verübt in einer Chemiefabrik in Culver City einen Sprengstoffanschlag, um eine Flasche Giftgas zu stehlen. Bei der Verfolgung der Täter findet die Polizei ein schwerverletztes Mitglied der Bande. Seine letzten Worte sind „Stone“ und „Dartmoor Zelle 214“. Butt Lancaster, der Polizeichef von Los Angeles, bittet das FBI um Hilfe, da es sich nicht um das erste Schwerverbrechen der Organisation Stone handelt. Phil Decker erhält unterdessen von Scotland Yard die Information, dass am nächsten Tag ein Gefangener namens Rick Trevor aus der Zelle 214 in Dartmoor entlassen wird. Es handelt sich um einen Spezialisten für die Deaktivierung von Alarmanlagen, der offensichtlich für Stone arbeiten soll.

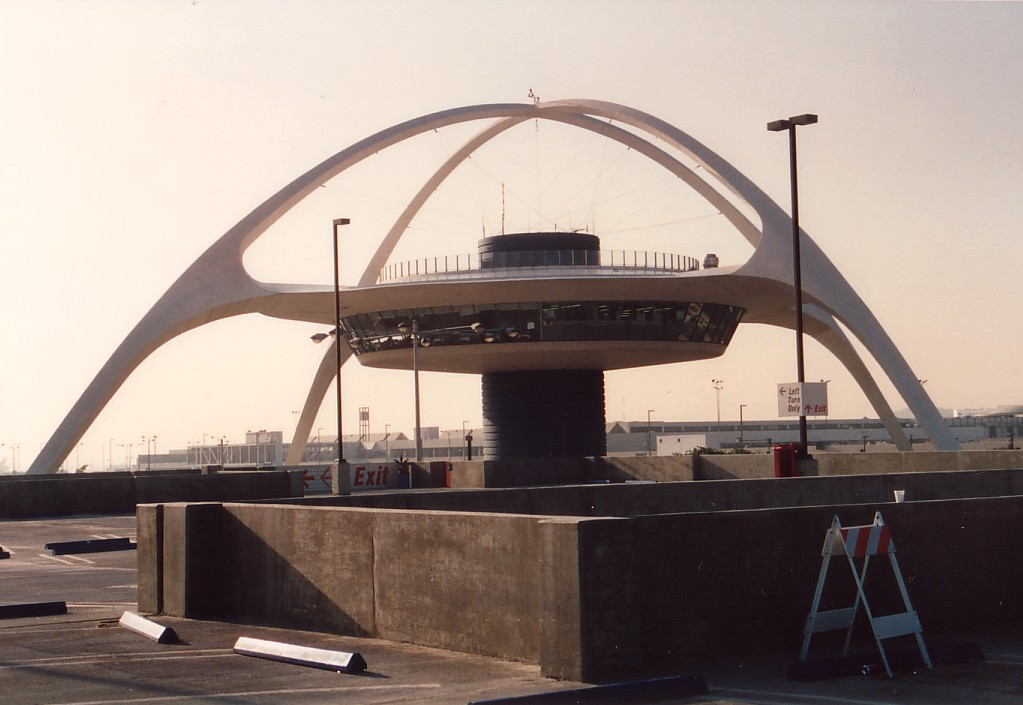
Das 1961 errichtete Theme Building am Flughafen von Los Angeles.

Während man in Los Angeles jederzeit mit der Ankunft von Trevor rechnet, eignet sich der FBI-Mann Jerry Cotton die Fähigkeiten und Gewohnheiten des entlassenen Sträflings an. Tatsächlich kann die Polizei Rick Trevor noch am Flughafen unter einem Vorwand vorübergehend festnehmen und Cotton bei den Gangstern unter falscher Identität einschleusen. In der Green Silk Bar, der Zentrale der Gangsterbande, trifft Cotton auf deren Chef Bloom sowie auf die Bardame Lana. Von dem undurchsichtigen Anwalt Tackley, der mit den Gangstern zusammenarbeitet, erhält Cotton als vermeintlicher Trevor den Auftrag, die Alarmanlage eines gewissen Santon auszuspionieren. Cotton soll im Auftrag des Hintermannes Stone innerhalb weniger Tage das hochmoderne System studieren, um es zu knacken – eine kaum lösbare Aufgabe, wie Phil Decker feststellen muss, dem Cotton einen Mikrofilm mit Bildern der Anlage zuspielen kann.
Bevor jedoch der große Coup starten kann, rauben Bloom und seine Leute einen neuentwickelten „Absorber“ aus dem Cape Kennedy. Cotton muss dabei seine Fähigkeiten unter Beweis stellen und das dortige Alarmsystem lahmlegen. Wenig später erfährt der FBI-Mann von der Bardame Lana, dass er nach Erledigung seines nächsten Auftrags von Trevor umgebracht werden soll. Cotton kann zwar weitere Hinweise an Phil Decker übermitteln, aber seine Vermutung, es handle sich bei dem geplanten Raub um die Gemäldesammlung von Santon, erweist sich als falsch. Stattdessen wird Cotton gezwungen, die Gangster bei dem Unternehmen „Mayflower“ zu begleiten.
Am helllichten Tag dringen die Ganoven über die Kanalisation in die Diamantenbörse ein. Dort soll Jerry Cotton, den die Gangster immer noch für Rick Trevor halten, unter vorgehaltener Waffe innerhalb von drei Minuten eine Alarmanlage ausschalten, die noch komplizierter und moderner ist als die in Santons Villa. Dank einer Zeichnung, die ihm Phil Decker zuschmuggeln konnte, überwindet Cotton auch dieses System. Die Gangster leiten schließlich das anfangs gestohlene Giftgas in das Gebäude und rauben mit Hilfe des geraubten Absorbers einen ganzen Koffer Diamanten. Cotton landet währenddessen im Blooms Auftrag in der Brennkammer einer Heizungsanlage. In letzter Sekunde kann sich der FBI-Mann befreien, die Alarmanlage auslösen und mit dem Koffer entkommen.
Beim FBI erfährt Cotton, dass sich der echte Rick Trevor inzwischen auf freiem Fuß befindet. Dennoch kehrt Cotton in die Green Silk Bar zurück, um die wahre Identität von Stone zu erfahren. Durch die geheimnisvollen Mabel landet er jedoch in einer Falle und wird mit Lana zu einem Versteck in Barstow verschleppt. Cotton entkommt abermals und findet heraus, dass der Millionär Santon der gesuchte Hintermann Stone ist. Es kommt zu einer wilden Verfolgungsjagd entlang der kalifornischen Küste. Auf einem Boot kann Cotton sowohl Santon als auch seine Komplizin Mabel stellen.

## Entstehungsgeschichte

### Vorgeschichte
Der Anfang 1967 erschienene Jerry-Cotton-Film Der Mörderclub von Brooklyn (Regie: Werner Jacobs), der erste Farbfilm der Serie, erwies sich abermals als außerordentlich gutes Geschäft. Für dessen Fortsetzung, die zunächst noch den Arbeitstitel Dynamit in roter Seide trug, war vom Constantin-Filmverleih als Regisseur zunächst Alfred Vohrer vorgesehen. Der Vertragsregisseur Harald Reinl, der gerade das erfolgreiche Großprojekt Die Nibelungen inszeniert hatte, war 1967 ursprünglich für andere Filmprojekte eingeplant:
- Winnetou und Kapitän Kaiman (nach Karl May, mit Pierre Brice, Joachim Fuchsberger, Karin Dor, Mario Girotti, Eddi Arent), nicht realisiert[2]
- Schloß Schreckenstein / Die Wassergrube und das Pendel (nach Edgar Allan Poe), 1967 unter dem Titel Die Schlangengrube und das Pendel realisiert
- Heimkehr nach Björndal (als Fortsetzung von Das Erbe von Björndal, mit Götz George, Karin Dor, Brigitte Horney, Carl Lange), nicht realisiert
- Christina Maria (nach Igor von Percha, mit George Hamilton, Geneviève Bujold, Robert Hoffmann, Klaus Kinski), nicht realisiert

Da Reinls Projekte bis auf Die Schlangengrube und das Pendel auf unbestimmte Zeit verschoben wurden, übernahm er die Regie des Jerry-Cotton-Films Dynamit in grüner Seide. Weil das anschließende Filmprojekt Der Hund von Blackwood Castle, das ebenfalls für Reinl vorgesehen war, früher als geplant realisiert werden konnte, gab man dieses letztlich an Alfred Vohrer ab.

### Produktion

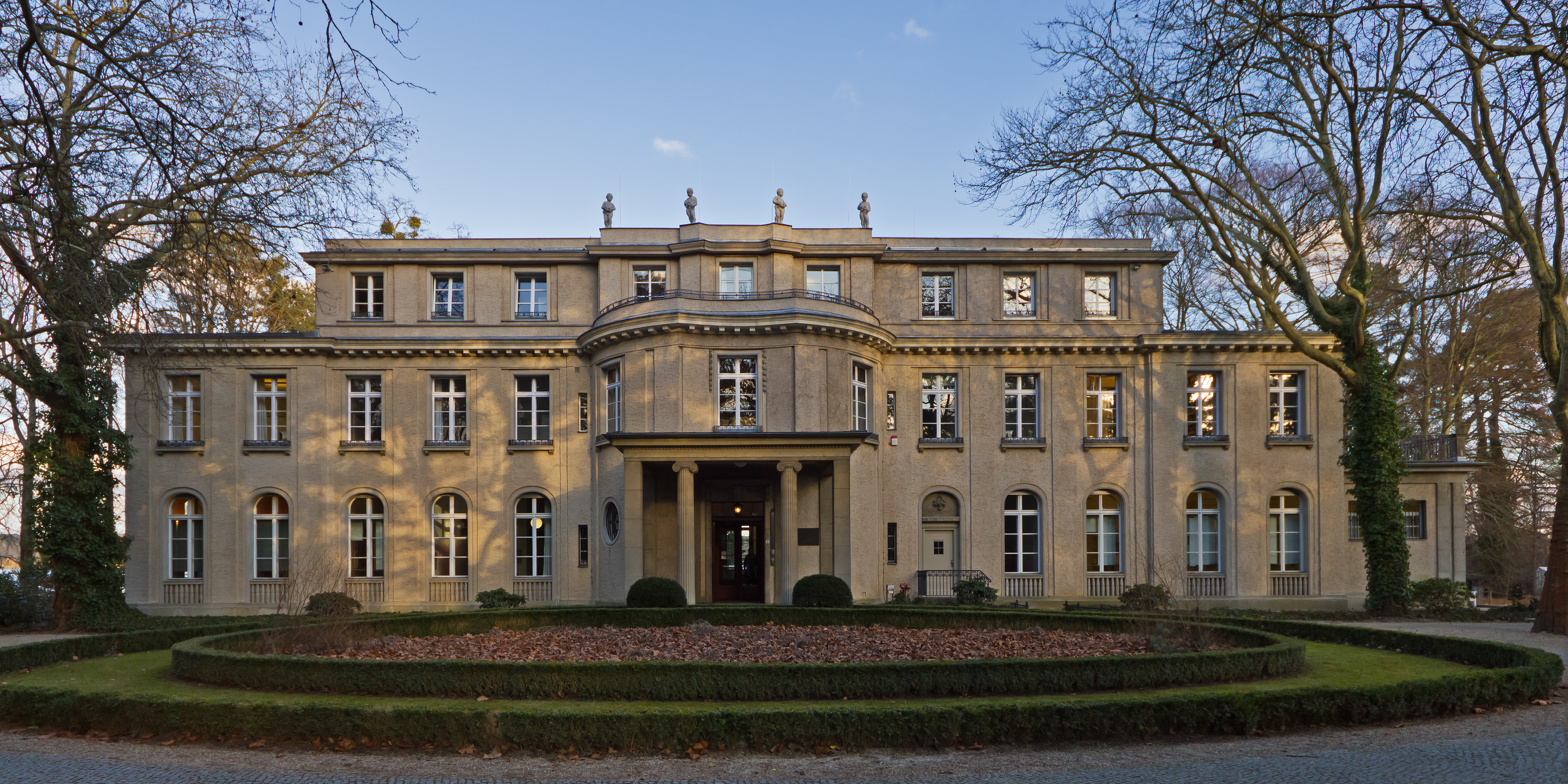
Die Villa Marlier in Berlin-Wannsee ist im Film als Villa Santon zu sehen.

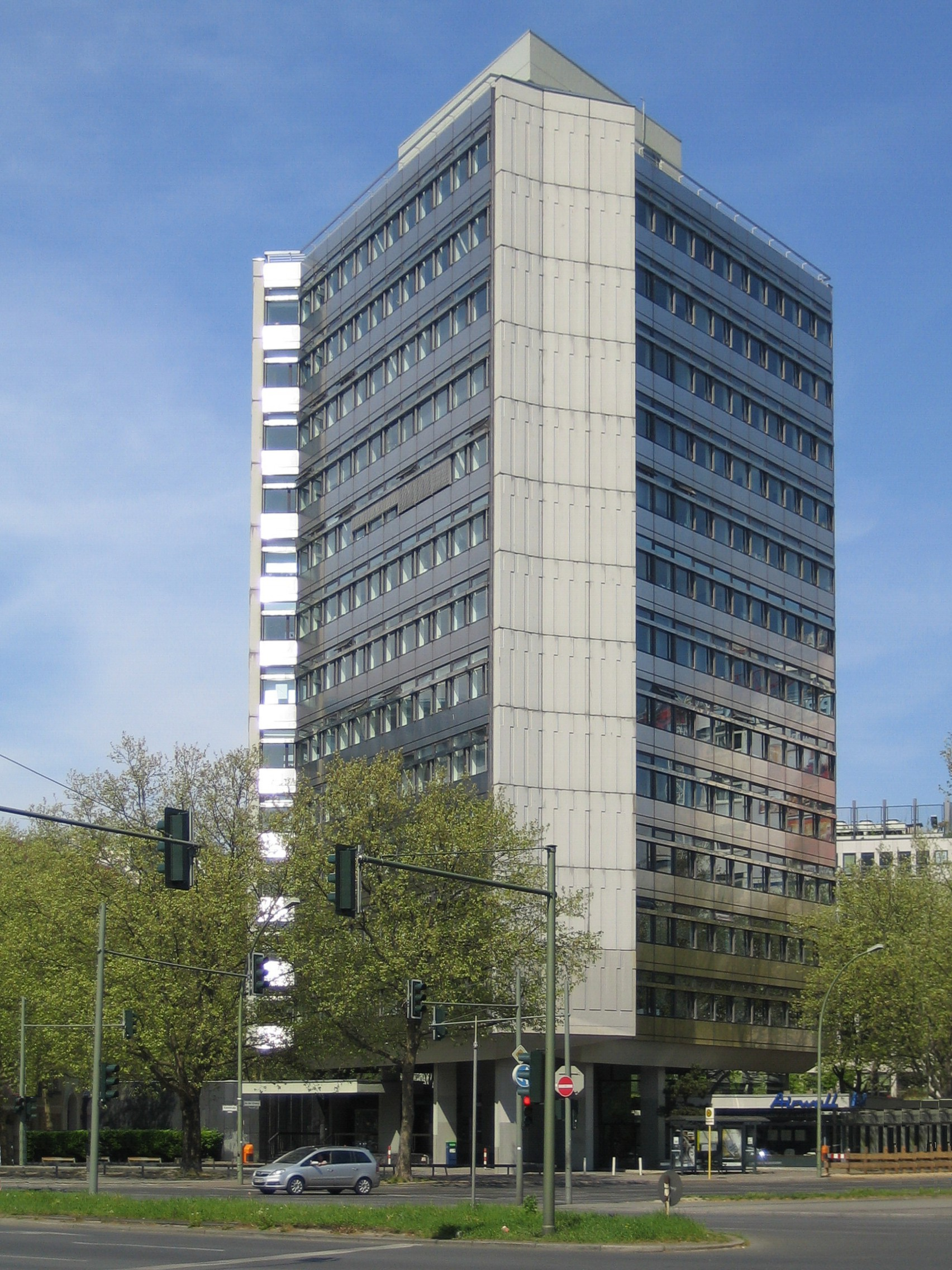
Das 1961 bis 1966 errichtete Haus der Werbung in Berlin-Schöneberg diente in einer Szene als Wolkenkratzer-Kulisse.

Die Dreharbeiten der deutsch-italienischen Koproduktion Dynamit in grüner Seide fanden vom 12. September bis 9. November 1967 in West-Berlin, an der Küste Dalmatiens und in Los Angeles statt. Die Atelieraufnahmen drehte man in den Ufa-Filmstudios in Berlin-Tempelhof. Als Filmarchitekt wurde Ernst H. Albrecht verpflichtet. Die Kostümberatung übernahm Vera Mügge. Die Aufnahmen in den Vereinigten Staaten, an denen keine Darsteller beteiligt waren, filmte Henry von Javorsky. Die Aufnahmen in Jugoslawien entstanden unter der Mitarbeit von Triglav Film (Ljubljana). Für die Spezialeffekte war Franz Wilhelm verantwortlich.
Drehorte in Berlin waren unter anderem:
- Kleiststraße / Keithstraße mit Haus der Werbung, Berlin-Schöneberg: Schlägerei auf dem Hochhausdach
- Villa Marlier (Villa der Wannseekonferenz), Berlin-Wannsee: Villa Santon

## Filmmusik
Als Titelmusik verwendete Peter Thomas den bereits 1965 eingespielten Jerry Cotton March sowie zahlreiche neue Melodien, darunter:
- High Crime 0:54
- In Soho 1:49
- Love is Swinging in the Air (Instrumental) 1:39
- The Evil Eye 1:09
- Readheads 1:10

Viele weitere Titel des Soundtracks sind bis heute nicht auf Tonträgern erschienen.

## Synchronisation
Wie auch bei den folgenden zwei Filmen wurde die Synchronisation bei der Berliner Union unter der Regie von Karlheinz Brunnemann erstellt, der auch die Dialoge grob überarbeitete. Die Schauspieler Claus Holm, Dieter Eppler, Käthe Haack und Horst Niendorf sind in der deutschen Fassung mit ihren eigenen Stimmen zu hören. Weitere Darsteller wurden von den folgenden Sprechern synchronisiert:
| Rolle          | Darsteller      | Synchronsprecher      |
| -------------- | --------------- | --------------------- |
| Jerry Cotton   | George Nader    | Gert Günther Hoffmann |
| Phil Decker    | Heinz Weiss     | Karlheinz Brunnemann  |
| Lana           | Silvia Solar    | Beate Hasenau         |
| Mabel          | Marlies Draeger | Traudel Haas          |
| Bloom          | Carl Möhner     | Rainer Brandt         |
| Gerald Santon  | Karlheinz Fiege | Lothar Blumhagen      |
| Anwalt Tackley | Günther Schramm | Jürgen Thormann       |
| Fat            | Rainer Basedow  | Edgar Ott             |
| Tommie         | Hans Waldherr   | Wolfgang Amerbacher   |

## Rezeption

### Veröffentlichung

Posterlogo

Die FSK gab den Film am 4. Januar 1968 ab 12 Jahren frei. Der am 23. Februar 1968 im Passage-Kino in Saarbrücken uraufgeführte Film konnte an die kommerziellen Erfolge der Vorgänger anschließen. Parallel zum Kinostart erschien im Bastei-Verlag ein gleichnamiger Sonderband der Heftroman-Serie von einem anonymen Autor. Schon im März des gleichen Jahres begannen die Dreharbeiten zu der Fortsetzung Der Tod im roten Jaguar, abermals unter der Regie von Harald Reinl. Am 9. Oktober 1968 wurde Dynamit in grüner Seide unter dem Titel Il più grande colpo della malavita americana (ital. für Der größte Schlag der amerikanischen Unterwelt) in Italien uraufgeführt.

### Kritiken
„Spannender, in einigen technischen Einzelheiten unwahrscheinlicher Krimi.“

„Inszeniert ist das handfest und bieder, als Krimihausmannskost für den täglichen Gebrauch. Hier wird niemand enttäuscht, aber auch niemand aus der Fassung gebracht, denn diese Art von Thriller-Dramaturgie ist allzu gut bekannt.“

„Auch Jerry Cotton lebt zweimal, nach sattsam bekannten Krimischema hat er sich diesmal zwei gefährliche Jobs aufgehalst, zum Ausgleichsport mit schmucken Barmiezen bleibt aber wenig Zeit. Diamantenraub mit höchster technischer Perfektion durchgeführt ist eben harte Männersache, die einzig am Spiel beteiligte Dame schießt leider immer daneben.“

## Medien

### DVD
- G-man Jerry Cotton. Collectors Edition 6 DVD Box-Set. Kinowelt. 2004. Best.-Nr. 500820

### Soundtrack
- Tonträger mit der Filmmusik